# Musée Heo-Jun

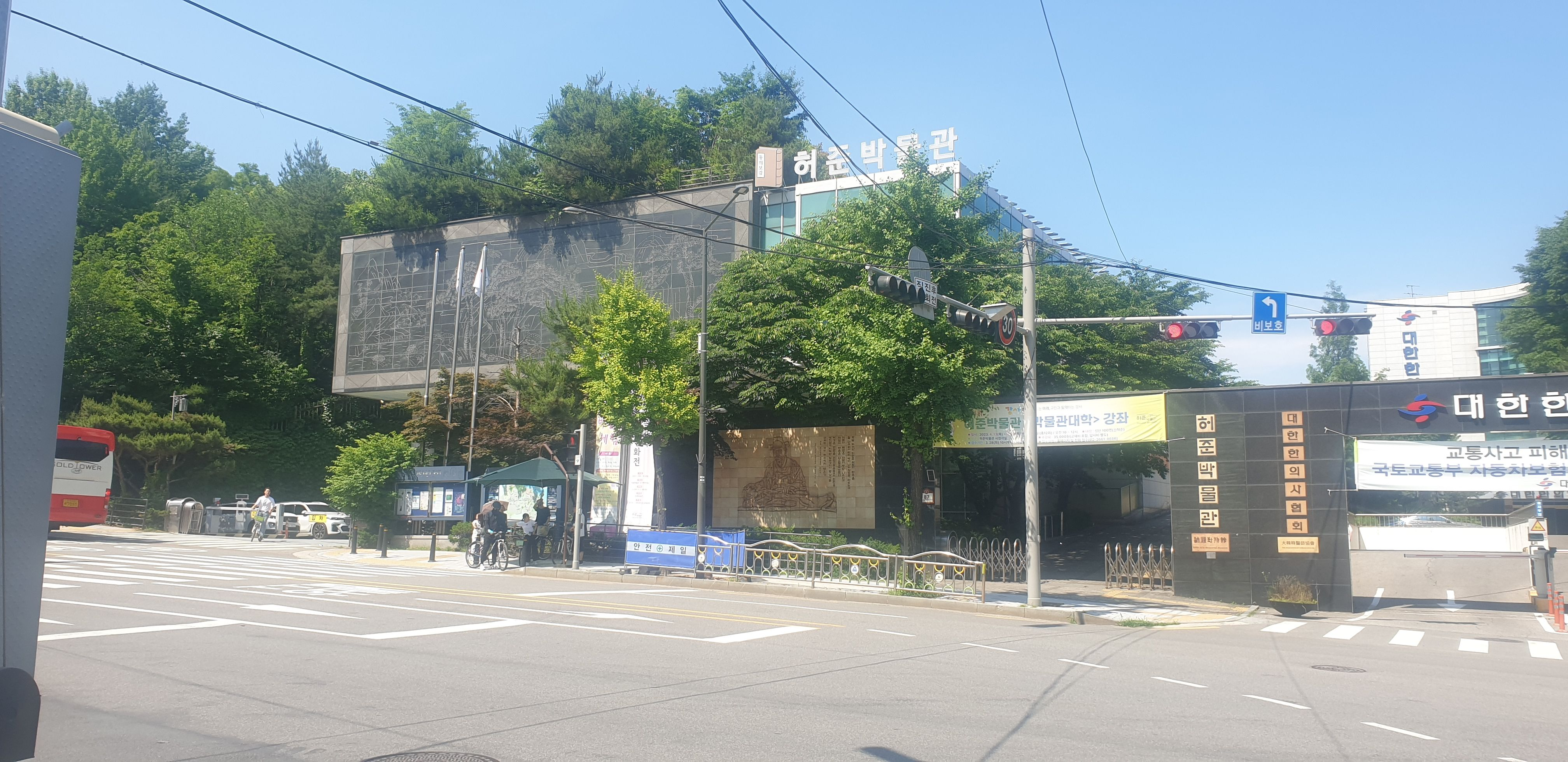
entrée du musée Heo-Jun

Le musée Heo-Jun est un musée municipal situé dans la dong 2 de Gayang, dans l'arrondissement de Gangseo-gu à Séoul en Corée du Sud pour commémorer la postérité de Heo Jun (1539–1615), médecin de la cour durant le règne du roi Seonjo (r. 1567 – 1608) du milieu de la dynastie Joseon de Corée.

## Source de la traduction
- (en) Cet article est partiellement ou en totalité issu de l’article de Wikipédia en anglais intitulé « Heojun Museum » (voir la liste des auteurs).